# Kronfelzov
Kronfelzov (deutsch Kronfelsthal) ist eine Ortslage der Gemeinde Šléglov in Tschechien. Sie liegt fünf Kilometer nordöstlich von Staré Město und gehört zum Okres Šumperk.

## Geographie
Kronfelzov befindet sich am südlichen Fuße des Bielengebirges im Altstadt-Goldensteiner Kessel. Östlich erhebt sich der Holý vrch (Kronfelsberg, 850 m) und im Südosten der Kutný vrch (Huttenberg, 798 m). Durch den Ort ziehen sich Bunkerlinien des Tschechoslowakischen Walls.
Nachbarorte sind Adamov im Norden, Ostružná im Nordosten, Splav im Osten, Branná im Süden, Šléglov und Hajmrlov im Südwesten, Malé Vrbno im Westen sowie Velké Vrbno im Nordwesten.

## Geschichte
Die Ansiedlung wurde zu Beginn des 19. Jahrhunderts gegründet. 1839 lebten in den zehn Häusern von Kronfelsthal 40 Menschen.
Nach der Aufhebung der Patrimonialherrschaften bildete Kronfelsthal / Kronešov ab 1850 einen Ortsteil der Gemeinde Schlögélsdorf im Bezirk Mährisch Schönberg. In der zweiten Hälfte des 19. Jahrhunderts erfolgte durch die Graphitwerke Buhl-Alberti AG in Mährisch Altstadt eine Wiederaufnahme des erloschenen Bergbaus. Zwischen Kronfelsthal und Schlögelsdorf wurde ein Graphitstolln angelegt. 1890 hatte das nach Goldenstein gepfarrte Dorf 56 deutschsprachige Einwohner. 1921 wurde das Dorf von 50 deutschen Katholiken bewohnt. Im Jahre 1930 bestand der Ort unverändert aus zehn Häusern und hatte 50 deutschsprachige Einwohner. Nach dem Münchner Abkommen wurde die Gemeinde 1938 dem Deutschen Reich zugeschlagen und gehörte bis 1945 zum Landkreis Mährisch Schönberg. Nach dem Ende des Zweiten Weltkrieges wurden die deutschen Bewohner vertrieben. 1950 wurde Kronfelzov zum Ortsteil von Vikantice und von 1975 bis 1990 gehörte das Dorf zu Branná. Zu dieser Zeit verlor der Ort den Status eines Ortsteiles. Ab 1990 gehörte Kronfelzov wieder zur Gemeinde Vikantice und seit Beginn des Jahres 1992 gehört es zu Šléglov. Heute ist Kronfelzov eine Feriensiedlung und hat nur wenige ständige Einwohner.

## Sehenswürdigkeiten
- Artilleriewerk Kronfelzov des Tschechoslowakischen Walls
- Růžové údolí, Tal des Baches Telčava, nördlich des Dorfes